# System 2.0
System Software 2 (albo System 2) – druga wersja systemu operacyjnego Mac OS, następca systemu 1.0. Został wydany w 1985. Jego następcą został System 3.0.